# Protestos na Bolívia (2024–presente)
Os protestos na Bolívia em 2024, também conhecidos como crise Arce-Morales, são uma série de manifestações que começaram em 16 de setembro de 2024, organizadas pelo ex-presidente Evo Morales contra o governo do presidente em exercício Luis Arce. Os protestos tiveram origem numa divisão entre estas duas figuras proeminentes do socialismo boliviano que governavam o Estado Plurinacional da Bolívia, o que levou a um conflito interno no partido no poder, o Movimento ao Socialismo (MAS). A primeira onda de protestos começou na cidade de Caracollo, em Oruro.
As manifestações começaram com uma marcha a partir do município de Caracollo, no departamento de Oruro, e incluíram bloqueios de estradas no Altiplano boliviano. Essas ações resultaram de uma resolução emitida por organizações políticas de esquerda durante uma reunião popular do MAS-IPSP realizada na região tropical de Cochabamba. As organizações renegaram o presidente Luis Arce e o vice-presidente David Choquehuanca como membros do partido, acusando-os de serem ditadores e deslegitimando sua autoridade constitucional.
O MAS-IPSP, sob a liderança de Arce, nomeou Eduardo del Castillo para as eleições de 2025. Andrónico Rodríguez anunciou sua candidatura, que foi rejeitada por Morales, que convocou um boicote às eleições. Em agosto de 2025, a facção Arcista da CSUTCB retirou seu apoio a del Castillo em favor de Rodríguez.

## Antecedentes
Os protestos estão inseridos num contexto político complexo, centrado principalmente nas eleições judiciais de 2024 e eleições gerais realizadas em 17 de agosto de 2025.

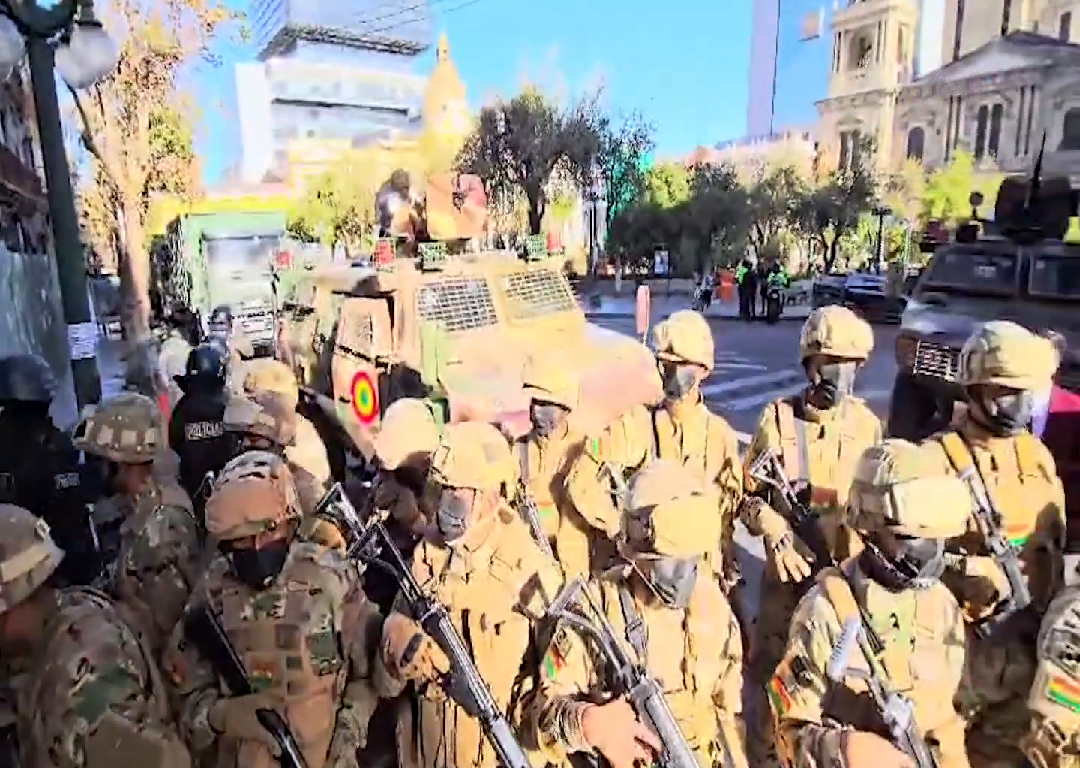
Tentativa de golpe fracassada em 26 de junho na Bolívia

Em 2023, o Supremo Tribunal da Bolívia proibiu o ex-presidente Evo Morales de concorrer a outro mandato presidencial nas eleições de 2025. No entanto, uma facção do partido Movimento ao Socialismo, leal a ele, tentou forçar o tribunal a recuar, o que causou tensão entre Morales e seu sucessor, o ex-ministro das Finanças, Luis Arce. Arce acusou Morales de tentar planejar um golpe contra ele, enquanto Morales acusou Arce de tentar eliminar sua candidatura.
Em 26 de junho, o golpe militar contra Arce, liderado pelo general Juan José Zúñiga, foi frustrado. Tanto Arce quanto Morales condenaram a tentativa fracassada, mas, posteriormente, em 30 de junho, Morales acusou Arce de encenar um golpe falso para aumentar sua popularidade em meio às eleições que se aproximavam.

### Participantes e Facções
As mobilizações envolvem múltiplos atores com objetivos e métodos divergentes:

#### Facções políticas
- Apoiadores do Presidente Luis Arce
- Apoiadores do ex-Presidente Evo Morales

#### Outros grupos participantes
- Organizações subversivas
- Movimentos sociais
- Sindicatos
- Membros do Movimento ao Socialismo – Instrumento Político pela Soberania dos Povos (MAS-IPSP)

### Natureza das Demonstrações
Os protestos apresentam uma heterogeneidade interna significativa, que vai desde:
- Protestos pacíficos
- Episódios de confronto envolvendo autoridades policiais
- Casos de violência localizada

### Importância
Os protestos refletem as tensões políticas atuais no cenário político contemporâneo da Bolívia, destacando as divisões internas nos movimentos políticos de esquerda.

### Posição política da facção de Luis Arce

#### Principais demandas
Exigência do respeito ao mandato presidencial Afirmação da legitimidade democrática através da vitória eleitoral e solicitação à Assembleia Legislativa Plurinacional para aprovar créditos internacionais.

#### Uso de crédito proposto
Créditos solicitados a:
- Fundo Monetário Internacional (FMI)
- Outras entidades financeiras internacionais

#### Metas de gastos públicos previstos
- Infraestrutura de saúde
- Sistemas educacionais
- Desenvolvimento geral da infraestrutura

### Justificativa política
A facção arcista argumenta que os créditos internacionais permitiriam ampliar os investimentos públicos em setores sociais críticos, enquadrando o pedido como essencial para o desenvolvimento nacional e para atender às necessidades dos cidadãos.

## Cronologia

### Primeiros conflitos
Em outubro de 2023, a facção leal a Evo Morales do Movimiento al Socialismo realizou um congresso que expulsou Luis Arce e outros membros do governo e declarou Morales seu candidato à presidência. Em janeiro de 2024, a CSUTCB expulsou Evo Morales.

### 16 de setembro: Início dos protestos

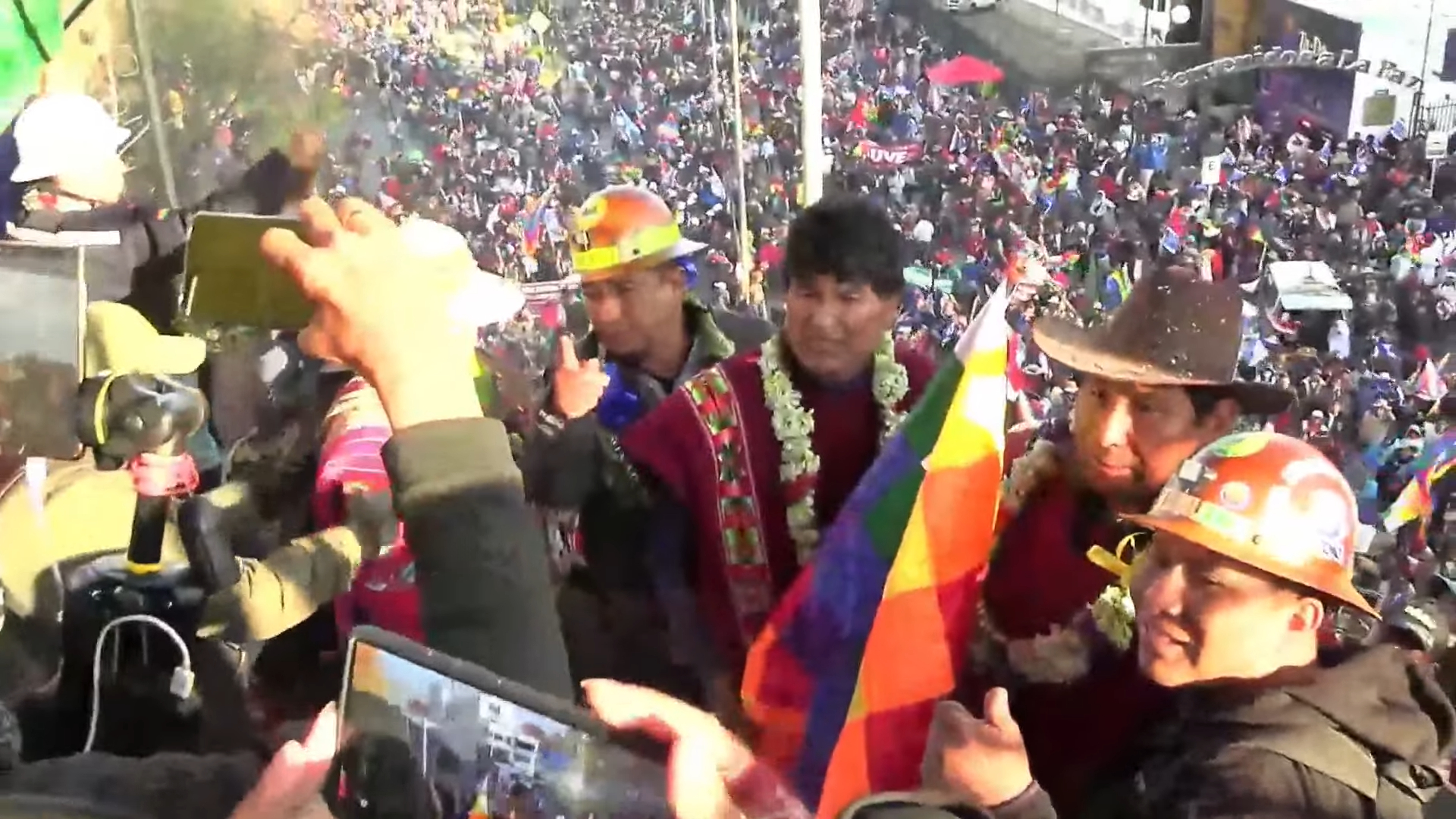
Ex-presidente Evo Morales se junta à Marcha para Salvar a Bolívia

A fase inicial dos protestos eclodiu na primeira hora do dia 16 de setembro, quando um grupo de Ponchos Vermelhos e sindicalistas organizou uma marcha exigindo a renúncia do presidente Luis Arce e seu governo. Os Ponchos Vermelhos teriam bloqueado o acesso rodoviário à capital La Paz.

### 17 de setembro: Marcha para Salvar a Bolívia
A marcha para La Paz começou na manhã de 17 de setembro, com ponto de encontro concentrado em Caracollo, Oruro. Barricadas foram montadas pelos manifestantes na maioria das rodovias bolivianas que ligam os departamentos da Bolívia. Durante a marcha, Morales desafiou Arce e acusou seu governo de injustiça e desigualdade generalizadas. A Administradora Boliviana de Carreteras (ABC) informou que existem 7 pontos de bloqueio na rodovia na Província de Omasuyos, Departamento de La Paz, somente.
Em Vila Vila, os confrontos teriam eclodido entre manifestantes pró-Morales e pró-Arce. Manifestantes de ambos os lados foram vistos atirando pedras e fogos de artifício uns nos outros, sem qualquer presença policial no local. Alguns manifestantes conseguiram sair da cidade e continuaram a marchar em direção ao Palácio Quemado, em La Paz.

### 23 de setembro: Mais confrontos e ultimatos
Em 23 de setembro, a violência continua a eclodir entre apoiadores das duas facções do partido no poder na Plaza Murillo, em La Paz. A Polícia Nacional da Bolívia e apoiadores de Arce se reuniram na praça para defender o prédio da Assembleia Legislativa Plurinacional e o Palácio Quemado, ambos localizados perto da praça. Enquanto manifestantes de ambos os lados atiram pedras e fogos de artifício uns nos outros, a polícia de choque começa a abrir fogo contra os manifestantes, lançando gás lacrimogêneo. Outros confrontos também foram relatados na cidade vizinha de El Alto.
Ao mesmo tempo, o ex-presidente Evo Morales deu um ultimato ao governo de Luis Arce para que fizesse mudanças no gabinete em 24 horas ou esperasse mais protestos de seus apoiadores. Morales também afirmou que o povo boliviano estava “farto de traição e, acima de tudo, farto de corrupção, proteção ao tráfico de drogas e má gestão econômica”. A ministra das Relações Exteriores da Bolívia, Celinda Sosa Lunda, rejeitou o ultimato de Morales e disse que ele ameaçava a estabilidade democrática do país. O presidente Luis Arce e o vice-presidente David Choquehuanca exigiram posteriormente que Morales se apresentasse no domingo para um diálogo com o objetivo de resolver o conflito interno e evitar mais violência que pudesse causar uma “guerra civil”.

### 27–28 de outubro: Tentativa de assassinato contra Morales
Em 27 de outubro, Morales afirmou ter sido alvo de uma tentativa de assassinato apoiada pelo governo boliviano. O governo boliviano negou essa informação.
Nos dias que se seguiram à tentativa de assassinato, manifestantes pró-Morales ocuparam um quartel militar mantendo cerca de 200 militares como reféns. Um impasse já havia se formado antes da ocupação, com manifestantes jogando dinamite contra a polícia boliviana a partir de colinas próximas, enquanto a polícia respondia com gás lacrimogêneo.

### Novembro de 2024: Divisão do MAS-ISP
Em 15 de novembro de 2024, o Tribunal Constitucional reconheceu Grover García como presidente do MAS, em vez de Evo Morales.
Em 20 de fevereiro de 2025, Morales concordou em concorrer pela Frente para a Vitória (FPV). Em 31 de março de 2025, Morales lançou o EVO Pueblo para concorrer às eleições de 2025. Em 20 de maio de 2025, o TSE anunciou que ambos os partidos não poderiam concorrer e que sua licença foi anulada por não terem obtido 3% dos votos nas eleições gerais de 2020.
Em 3 de maio de 2025, Andrónico Rodríguez anunciou sua candidatura à presidência. Em 16 de maio de 2025, o MAS nomeou Eduardo del Castillo como candidato, após Arce ter retirado a sua candidatura no dia anterior. Em 18 de maio de 2025, a Aliança Popular anunciou que Rodríguez seria seu candidato.

### Junho de 2025: Conflitos Militantes
Em junho de 2025, manifestantes pró-Morales bloquearam rodovias em todo o país e entraram em confronto com autoridades que tentavam desimpedir o bloqueio, resultando na morte de vários policiais e um bombeiro. O governo atribuiu a responsabilidade pelos confrontos a paramilitares pró-Morales e enviou tanques em 12 de junho para Llallagua, onde ocorreram os confrontos mais violentos entre autoridades e manifestantes.